# سونجا بارجکتاروویچ
سونجا بارجکتاروویچ (انگلیسی: Sonja Barjaktarović؛ زادهٔ ۱۱ سپتامبر ۱۹۸۶) بازیکن هندبال اهل مونته‌نگرو است.